# Centro y eje instantáneo de rotación

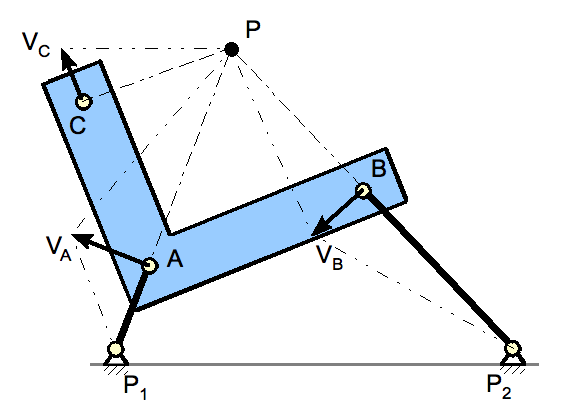
El punto P,, es el centro instantáneo de rotación de la pieza en forma de "L" ligada por las dos barras articuladas

El centro instantáneo de rotación (CIR) (o polo de velocidades) y el eje instantáneo de rotación (EIR) son conceptos cinemáticos y geométricos fundamentales en la mecánica del sólido rígido. En dos dimensiones o alternativamente en un movimiento plano, solo está definido en polo de velocidades o CIR, mientras que en el movimiento tridimensional debe recurrirse a la noción ligeramente más complicada de eje instantáneo de rotación.
En cuanto al concepto de polo de velocidades o CIR, aunque se intuye en algunas construcciones cinemáticas atribuidas a René Descartes, e Isaac Newton estuvo a punto de descubrirlo, en general se atribuye su descubrimiento a Johann Bernoulli (1742).
En tres dimensiones el concepto se generaliza a eje instantáneo de rotación. En cada instante, el eje instantáneo de rotación (cuando está definido) es una dirección – es decir, una recta – en torno a la cual el cuerpo está rotando y, respecto al cual, quizá también esté trasladándose en paralelo.

## Concepto
El polo de velocidades se obtiene como la intersección de las normales a las trayectorias (o a las velocidades) de dos puntos cualesquiera de un sólido plano. Ocurre que en un movimiento infinitesimal, la posición del polo no varía, de tal suerte que ha de tener necesariamente velocidad nula: el polo es un punto (en el caso más general, el único) de velocidad nula del sólido plano. Nótese que en el espacio tridimensional el movimiento de un sólido rígido puede considerarse como una isometría, dado que las distancias entre puntos del sólido rígido no cambian, dado que toda isometría que no es una traslación tiene algún punto fijo, se sigue que siempre que un cuerpo tenga además rotación (además de una posible traslación), existirán puntos fijos de esa isometría. Además es sencillo probar que el conjunto de puntos fijos en tres dimensiones forma una línea recta (eje de rotación) y en el movimiento en dos dimensiones, existe al menos un punto fijo, el llamado CIR (centro instantáneo de rotación). De hecho, el movimiento del sólido puede en un instante aproximarse a un giro diferencial del sólido alrededor de su CIR o eje de rotación (si se considera un intervalo de tiempo suficientemente corto), más una rotación a lo largo del eje de rotación. Más específicamente, en dos dimensiones el movimiento real de un sólido plano puede interpretarse como una secuencia de rotaciones infinitesimales en torno a las sucesivas posiciones del polo (cabe esperar que el polo, en el movimiento del sólido, cambie de posición). 
El polo podrá ser un punto impropio(en el infinito) cuando en el sólido haya dos puntos de velocidades paralelas; en caso contrario, será un punto de sólido móvil, aunque esté fuera de los límites físicos de dicho sólido (el sólido móvil define un plano, el plano móvil, al que pertenece él, su CIR). 
En su movimiento, el CIR describe dos trayectorias: la base (curva polar fija) y la ruleta (curva polar móvil); siendo la primera el lugar geométrico de los puntos del plano fijo que en algún instante han coincidido con el CIR del plano móvil, y la segunda el lugar geométrico de los puntos del plano móvil que en algún instante han sido CIR. EL movimiento de un sólido móvil plano queda totalmente definido mediante el movimiento de rodadura de la ruleta sobre la base, tal y como lo demostró Cauchy en 1827.De ahí la importancia del CIR.
Se cumple que la velocidad (módulo) de un punto del sólido móvil plano es: 

{\displaystyle \mathbf {v} ={\boldsymbol {\omega }}\times \mathbf {r} }

donde {\displaystyle {\boldsymbol {\omega }}} es la velocidad angular del sólido plano (la misma para todos sus puntos), y r la distancia euclídea del punto en cuestión al CIR en cada instante. La dirección de la velocidad será la de la normal a la recta que une el punto y el CIR, y su sentido lo indicará el de ω (conocido).

## Expresión

### Centro instantáneo
Un movimiento plano de un sólido rígido se corresponde con una isometría del plano euclideo, eso implica que la posición inicial y final de cualquier punto puede representarse mediante una transformación del tipo:

(*){\displaystyle {\begin{bmatrix}x(t)\\y(t)\\1\end{bmatrix}}={\begin{bmatrix}\cos \alpha &-\operatorname {sen} \alpha &b_{x}\\\operatorname {sen} \alpha &\cos \alpha &b_{y}\\0&0&1\end{bmatrix}}{\begin{bmatrix}x_{0}\\y_{0}\\1\end{bmatrix}}}

Donde {\displaystyle \scriptstyle \alpha =\alpha (t),b_{i}=b_{i}(t)} son funciones del tiempo. Si {\displaystyle \scriptstyle \alpha \neq 0}, es decir, si el movimiento no es una traslación pura, puede verse que el punto de coordenadas:

{\displaystyle (x_{c}(t),y_{c}(t))=\left(-{\frac {b_{y}(1+\cos \alpha )-b_{x}\operatorname {sen} \alpha }{2\operatorname {sen} \alpha }},+{\frac {b_{x}(1+\cos \alpha )+b_{y}\operatorname {sen} \alpha }{2\operatorname {sen} \alpha }}\right)}

Es invariante por la transformación (*) y de hecho coincide con el centro instantáneo de rotación ya que el resto de puntos experimenta una velocidad proporcional a su distancia a dicho punto.

### Eje instantáneo
La misma construcción anterior puede extenderse a la construcción de eje instáneo de rotación. En tres dimensiones, un movimiento de sólido rígido es una transformación del tipo:

{\displaystyle {\begin{bmatrix}\mathbf {r} (t)\\1\end{bmatrix}}={\begin{bmatrix}\mathbf {R} &\mathbf {b} \\\mathbf {0} &1\end{bmatrix}}{\begin{bmatrix}\mathbf {r} _{0}\\1\end{bmatrix}}}

donde {\displaystyle \mathbf {r} (t),\mathbf {r} _{0}\in \mathbb {R} ^{3}} y {\displaystyle \mathbf {R} (t)} es una matriz ortogonal de rotación. El eje de rotación instantáneo está formado por todos los vectores {\displaystyle \mathbf {e} \in \mathbb {R} ^{3}} que satisfacen la ecuación:

{\displaystyle (\mathbf {1} -\mathbf {R} )\mathbf {e} =\mathbf {b} }

Se puede ver que todas las soluciones de la ecuación anterior (que es equivalente a un sistema compatible indeterminado) están sobre una misma recta que coincide con el eje de rotación instantáneo. Nótese que la matriz {\displaystyle \mathbf {1} -\mathbf {R} } es singular ya que {\displaystyle \mathbf {R} } tiene un autovalor igual a 1 (y el autovector asociado  es paralelo al eje de rotación instantáneo).